# Castro Theatre
Le Castro Theatre est un cinéma de la ville de San Francisco, classé monument historique en 1976 (San Francisco Historic Landmark #100). Situé au 429 Castro Street, dans le quartier du Castro, il fut construit en 1922 selon le style baroque colonial espagnol. Sa façade rappelle le décor de la basilique de la mission Dolores. Son architecte Timothy L. Pflueger (en) dessina également le Paramount Theater et d'autres cinémas de la même époque. Le cinéma du Castro compte actuellement 1 407 places,.